# طوطی (رمان)
طوطی رمانی به قلم زکریا هاشمی است که اوّلین بار در سال ۱۳۴۸ منتشر شد. این کتاب به‌دلیل پس زمینهٔ شهوانی داستان در زمرهٔ آثار ممنوعه در جمهوری اسلامی قرار گرفته و پس از انقلاب ایران (۱۳۵۷) در ایران تجدید چاپ نشده‌است. زکریا در سال ۱۳۵۷ فیلمی به‌همین نام و بر اساس همین کتاب کارگردانی کرد و خود نیز در آن به ایفای نقش پرداخت، امّا این فیلم هیچ‌گاه اجازهٔ اکران نیافت.

## سبک و شیوه ادبی
روایت داستان به‌صورت تک گویی و سبک ادبی آن واقع گرایی است.

## پس‌زمینه داستان
این داستان جزء داستان‌هایی است که به بیان مشکلات جوانان و نیز زندگی فاحشه‌ها می‌پردازد. داستان حول شخصیت همیشه‌مست هاشم، راوی داستان و دوست دوران کودکی‌اش بهروز در محلّهٔ شهر نو تهران می‌گذرد. طوطی نام یکی از روسپی‌های شهر نو است که نام داستان به او بر می‌گردد. زندگی هاشم و بهروز در می‌گساری و وقت‌گذراندن در شهر نو می‌گذرد. هاشم و بهروز سرگردان از همه‌جا به روسپی خانه پناه می‌برند و روسپیان وامانده از همه‌جا ملتمسانه در پی تکیه‌گاه به هاشم پناه می‌برند، امّا هاشم خود، خوب می‌داند که او نیز، بیش از هرزه‌ای بی‌کس و به دور از امّید، نیست. طوطی، فاحشهٔ یهودی، نجات خود را از زندگی نکبت‌بار روسپی گری در هاشم می‌یابد و ملتمسانه از هاشم کمک استمداد می‌کند، امّا هاشم .........
جاذبهٔ کتاب از سویی در گزارش روشن قواعد حیات در محلات پست، توصیف چهره‌های نیمه‌تاریک راندگان و گردش زندگی در عشرت‌خانه‌های آلوده‌است؛ و از سویی در گفتگوهای ریزبافت و کاملاً خون‌داری است که بر گرد مسائل مبتذل شکل می‌گیرد. گفتگوهایی که در این جهان بی‌فردا و بی‌امّید، تماماً میان یکه‌بزن‌ها، روسپیان و گاه مأموران نظم روی می‌دهد.

## شخصیت‌های برجستهٔ داستان
- هاشم
- بهروز
- فریبا
- طوطی
- افسانه
- طاووس